# El Ouali Mustafa Sayed
El Ouali Mustapha Sayed, o El Wali Mustapha Sayed anche semplicemente El Uali e chiamato Lulei (in arabo الوالي مصطفى السيد‎?; Bir Lehlu, 1948 – Nouakchott, 9 giugno 1976), è stato un politico saharawi, uno dei primi e più importanti leader del nazionalista Saharawi.

## La sua giovinezza
El Ouali nacque nel 1948 in un accampamento nomade Saharawi. Nato a Bir-Lehlu, una località simbolica per il Polisario. I suoi genitori erano poveri e il padre disabile, per questo la famiglia abbandonò la vita nomade, tradizionale dei Saharawi, e si fermò vicino a Tan-Tan nel sud del Marocco.
Frequentò le scuole in Marocco, con buoni risultati, tanto da avere una borsa di studio per la facoltà di Legge a Rabat. Qui incontrò giovani appartenenti alla diaspora Saharawi. Molti di loro erano influenzati dal radicalismo fortemente presente nelle università marocchine negli anni settanta. In questo periodo viaggiò, per la prima ed unica volta, in Europa e visitò Amsterdam.

## Fronte Polisario
In El Ouali crebbe una forte avversione all'oppressivo colonialismo spagnolo nel Sahara Spagnolo e sebbene non fu mai collegato al Harakat Tahrir, la notizia della Intifada di Zemla del 17 giugno 1970 lo turbò molto. Nel 1971 iniziò ad organizzare un gruppo chiamato "Movimento embrionale per la liberazione di Saguia el Hamra e Río de Oro", che nel 1973 si costituì come Fronte Polisario. Il 10 maggio 1973 fu eletto come primo Segretario generale del movimento. Il 20 maggio El Ouali guidò un gruppo di sei guerriglieri male armati nella prima azione del Polisario in un attacco a El-Khanga. El Ouali e un altro degli assalitori furono catturati e mentre riuscivano a fuggire poco dopo gli altri quattro terminarono l'azione.
Il successo dell'azione fu ripetuto su obiettivi isolati raggiungendo anche l'obiettivo di procurarsi armi ed equipaggiamenti. Piano piano la guerriglia passò ad una scala diversa, nel 1974-75 il Fronte Polisario prese gradualmente controllo del deserto, diventando la più importante organizzazione nazionalista del paese, costringendo gli spagnoli a ritirarsi e rinchiudersi nelle città costiere e la Spagna fu costretta a negoziare. Il Polisario in questo importante momento era ancora molto piccolo con circa 800 fra combattenti ed attivisti, ma l'aspetto più importante era la vasta rete di simpatizzanti.

## Morte in combattimento
Il 9 giugno 1976 El-Ouali fu ucciso da una scheggia mentre faceva ritorno da un'importante incursione del Polisario nella capitale mauritana, Nouakchott, in cui fu bombardato il palazzo presidenziale. Nella ritirata, inseguito da truppe mauritane, mezzi corazzati e aviazione, il gruppo di Ouali si separò dalla colonna principale, dirigendosi verso Benichab (circa 100 km a nord di Nouakchott) con l'intenzione di distruggere l'acquedotto che riforniva la capitale. Altre fonti affermano che il successivo combattimento ebbe luogo a 60 km (37 miglia) a nord di Akjoujt. Ouali e i suoi furono circondati e messi alle strette dalle truppe mauritane con AML Panhard e poi annientati. Il corpo di Ouali fu inviato a Nouackchott e sepolto segretamente in un terreno militare (nel 1996, 20 anni dopo la sua morte, fu rivelato il suo esatto luogo di riposo), dove ancora giace. La sua posizione di segretario generale fu brevemente assunta ad interim da Mahfoud Ali Beiba, che fu poi sostituito da Mohammed Abdelaziz al III Congresso popolare generale del Polisario nell'agosto 1976.

## Il parallelo con la fallita rivoluzione marocchina
Mehdi Bennouna autore del libro Heros Sans Gloire e figlio di Mohamed Bennouna detto Mahmoud che era uno dei capi dell'organizzazione clandestina Tanzim, descrive i legami fra i Saharawi, molti esuli in Marocco e la sinistra marocchina spesso riunita in associazioni clandestine. El Ouali fu membro della Unione Nazionale degli Studenti Marocchini (Union National des Étudiants Marocains - UNEM) fu reclutato da Mohamed Bennouna ed entrò nei Tanzim, una organizzazione che univa nazionalismo arabo a socialismo arabo. L'organizzazione, nata per deporre Hassan II e la monarchia, ottenne il sostegno da Siria, Libia, ed Algeria.
El Ouali fu addestrato in Algeria dove si creò un legame con Nemri, un suo istruttore. Mehdi Bennouna ipotizza un unico filo conduttore fra la morte del padre e Nemri, le fluttuanti relazioni fra Tanzim ed Algeria e la creazione del Polisario. Vede tutto questo come parte della rivoluzione armata in Marocco e la dissidenza politica contro il regime marocchino
.

## Esilio e Presidenza della Repubblica Araba Saharawi Democratica
Dopo la congiunta invasione Mauritano-Marocchina del Sahara Occidentale del 1975, El Ouali organizzò e seguì l'esilio di gran parte dei Saharawi nei quattro campi per i rifugiati sorti a sud est di Tindouf, in Algeria. Qui fu proclamata la Repubblica Democratica Araba dei Sahraui, di cui diventò il primo presidente. I campi rifugiarono fin da principio circa 50.000 Saharawi, numero cresciuto ai 175.000 odierni. Con un gran numero di Saharawi al sicuro, il Polisario continuò la lotta iniziale contro gli spagnoli verso gli invasori mauritani e marocchini.